# Diritti LGBT in Canada
I diritti delle persone lesbiche, gay, bisessuali e transgender (LGBT) in Canada sono tra i più avanzati nel mondo. Alle coppie omosessuali hanno cominciato ad esser concesse unioni civili simili a quelle relative alle coppie eterosessuali già tra la fine del XX secolo e l'inizio del XXI secolo, mentre il matrimonio tra persone dello stesso sesso viene legalizzato nei vari dipartimenti tra il 2003 e il 2005, facendo così della nazione il primo paese americano e il quarto al mondo a concedere questa possibilità ai propri cittadini.
La discriminazione basata sull'orientamento sessuale in materia di occupazione, alloggi e strutture pubbliche e private è vietata per legge a livello nazionale, mentre gli atti discriminatori sulla base dell'identità di genere ed espressione vengono perseguiti da legislazioni che possono variare da zona a zona del paese.
L'adozione da parte di coppie dello stesso sesso è stata ammessa a livello giuridico in tutto il Canada, ma secondo regole specifiche che possono variare nelle diverse province e territori.
Le persone transessuali sono autorizzate a cambiare legalmente il proprio genere in tutte le province e territori secondo regole diverse.
L'età del consenso è attualmente ineguale: era tra il 1982-2008 posta a 14 anni ma il governo conservatore ha deciso nel 2007 di aumentarla a 16 anni per quanto riguarda il sesso orale, e allo stesso tempo ha introdotto un meccanismo grazie al quale la responsabilità penale esiste solo quando vige una differenza di età maggiore di 5 anni. Il sesso anale è vietato per e con i minori di 18 anni. Le regole sono le stesse per gli eterosessuali: ciò è stato trovato ancora in parte discriminatorio da molti esponenti politici e diverse associazioni.
Il Canada è stato spesso indicato come esser uno dei paesi più gay friendly dell'intero pianeta (se non il più gay friendly in assoluto) con le sue più grandi città (Toronto, Montréal, Vancouver e Ottawa) che hanno istituito veri e propri gay village e sono state elette tra i luoghi del mondo più amichevoli nei confronti delle persone LGBT.

## Storia
L'attività sessuale tra adulti consenzienti dello stesso sesso viene depenalizzata nel 1969 a seguito di una normativa adottata due anni prima; l'allora ministro della giustizia Pierre Trudeau e divenuto in seguito primo ministro commentò con la frase divenuta poi famosa: "Lo stato non deve occuparsi di ciò che accade nelle camere da letto dei suoi cittadini".

## Questioni legali
A partire dal 1985 in avanti gay e lesbiche canadesi sono riusciti ad ottenere una gamma sorprendente di diritti legalmente promulgati nella maggior parte dei settori, tra cui immigrazione, alloggio, occupazione, benefici per la salute, adozione, pensioni e questioni finanziarie, leggi contro i crimini d'odio e possibilità di contrarre matrimonio.

### Leggi anti discriminatorie
Sia il governo federale che tutte le province e territori canadesi hanno emanato, nell'ambito delle azioni volte a favorire i diritti umani, disposizioni riguardanti il divieto di qualsiasi discriminazione (riguardante alloggio, servizi etc) ed atto di molestia per motivi di razza, sesso e religione, sia nel settore privato che in quello pubblico.
Queste leggi quasi-costituzionali annullano tutte le precedenti legislazioni ordinarie e regolamenti, contratti e accordi collettivi. Esse sono generalmente fatte applicare da commissioni che si occupano esplicitamente del rispetto dei diritti umani nel territorio il quale attraverso una denuncia al tribunale fa avviare un'indagine; il processo include anche la protezione contro eventuali ritorsioni e segue la linea dell'arbitrato conciliatorio senza il bisogno di ricorrere ad avvocati.

## Scuole ed altre istituzioni educative
I diritti degli omosessuali adolescenti e del personale LGBT negli istituti scolastici possono variare notevolmente a seconda del fatto se l'ente è religioso/privato o pubblico, dal momento che gli atti legislativi riguardanti i diritti umani non vietano la discriminazione nei confronti degli alunni di scuole private e neppure quella da parte di imprese e associazioni affiliate ad una qualche chiesa od istituto religioso. Tuttavia se vengono aperte strutture su base commerciale, essi non possono rifiutarsi di affittarli a gruppi LGBT.
Il curriculum della scuola pubblica invece è ora modificato per incorporare anche i temi LGBT. L'istituto scolastico è oggettivamente responsabile del comportamento adottato dai propri studenti, ha quindi l'obbligo di vigilare contro qualsiasi forma di bullismo, ostracizzazione o minacce rivolte a giovani gay o lesbiche.
Le scuole hanno la responsabilità di fornire un ambiente educativo libero da qualsiasi forma di molestia discriminatoria e questo può richiedere loro di fornire, quando ciò si dimostri necessario, risorse e adottare un approccio educativo più ampio per affrontare le difficili questioni riguardanti l'omofobia.
Gli enti pubblici di governo, nell'ambito dell'istruzione, possono porre limiti anche alla libertà di espressione e religiosa in genere, quando queste violino i diritti LGBT od entrino in contrasto con questioni che li riguardino: insegnanti e dirigenti scolastici sono tenuti a garantire un ambiente accogliente e libero da ogni intolleranza.
Per fornire supporto agli alunni LGBT, diverse associazioni studentesche hanno creato gruppi appositi, molto spesso col sostegno delle stesse associazioni degli insegnanti

## Il matrimonio omosessuale
Tra il 2002 e il 2005 tribunali sparsi i diverse province e territori hanno stabilito che limitare il matrimonio a coppie di sesso opposto costituisce una forma di discriminazione vietata dalla "Carta dei diritti e delle libertà": la giurisdizione canadese è divenuta così una delle prime al mondo, dopo Paesi Bassi e Belgio, ad aprire in toto le unioni tra persone dello stesso sesso e permetterne subito dopo anche il vero e proprio matrimonio.
Un recente studio condotto da Mark W. Lehman suggerisce che tra il 1997 e il 2004 l'opinione pubblica canadese, nei riguardi della legalizzazione del matrimonio tra persone dello stesso sesso, ha subito un radicale cambiamento: il supporto e sostegno della maggioranza dei cittadini è stato il risultato di un significativo spostamento in positivo dei sentimenti verso gay e lesbiche

## Tabella riassuntiva
| Attività omosessuale legale                                                                                     | (dal 1969)                          |
| Parità nell'età del consenso sessuale                                                                           | (dal 2019)                          |
| Leggi anti discriminatorie nel posto di lavoro                                                                  | Si                                  |
| Leggi anti discriminatorie nella fornitura di beni e servizi                                                    | (dal 1998)                          |
| Leggi anti discriminatorie in tutti gli altri settori (inclusa discriminazione indiretta ed espressioni d'odio) | (dal 1998)                          |
| Matrimonio egualitario                                                                                          | (dal 2005)                          |
| Riconoscimento delle coppie formate da persone dello stesso sesso                                               | Si                                  |
| Possibilità di adozione da parte di coppie dello stesso sesso                                                   | Si                                  |
| Permesso di servire apertamente come gay e lesbiche nelle forze armate                                          | (dal 1992)                          |
| Diritto di cambiare genere legalmente                                                                           | Si                                  |
| Accesso alla fecondazione in vitro per le lesbiche                                                              | Si                                  |
| Maternità surrogata commerciale per le coppie gay                                                               | (dal 2013)                          |
| Permesso di donare il sangue                                                                                    | (ma dopo un differimento di 3 mesi) |
| Terapia di conversione di minori vietate                                                                        | (Proibite dal 2021)                 |